# 웰빙 노래세상
《웰빙 노래세상》은 MBC강원영동 강릉방송국에서 방송되었던 텔레비전 음악 프로그램이다.

## 역대 악단
- 하서랑밴드 (2008년 11월 ~ 2009년 4월)
- 하마프로젝트밴드 (2009년 5월 ~ 2015년 1월 9일)

## 역대 진행자
- 윤경화 (2008년 ~ 2011년)
- 서지오 (2012년 ~ 2015년 1월 9일)